# Conus vautieri
Espèce
Conus vautieri est une espèce de mollusques gastéropodes marins de la famille des Conidae.
Comme toutes les espèces du genre Conus, ces escargots sont prédateurs et venimeux. Ils sont capables de « piquer » les humains et doivent donc être manipulés avec précaution, voire pas du tout.

## Description
La taille de la coquille varie entre 27 mm et 75 mm. La spire est tuberculée. Les côtés du verticille sont presque directs. La couleur de la coquille est blanche, avec des taches marron, recouvertes ici et là de nuages marron plus clairs.

## Distribution
Cette espèce est présente dans l'océan Pacifique au large des îles Marquises et de la Nouvelle-Calédonie.

## Taxonomie

### Publication originale
L'espèce Conus vautieri a été décrite pour la première fois en 1847 par le zoologiste français Louis Charles Kiener dans « Spécies général et iconographie des coquilles vivantes Vol 2 »,.

### Synonymes
- Conus (Puncticulis) vautieri Kiener, 1847 · appellation alternative
- Conus pulicarius vautieri Kiener, 1847 · non accepté